# Sojuz 3
Sojuz 3 var den første bemandede sojuzkapsel, der blev opsendt efter den ulykke, der dræbte kosmonauten Vladimir Komarov på Sojuz 1. På missionen skulle man have sammenkoblet sig med den ubemandede Sojuz 2, men nu blev det i stedet Sojuz 3 med Georgij Beregovoj om bord, der måtte forsøge dette.
Fra kontrolcentret på jorden blev de to rumfartøjer bragt til en afstand af blot 200 m fra hinanden, før Beregovoj overtog styringen selv. Det lykkedes ham at bringe afstanden ned på 1 m, men tre forsøg på sammenkobling mellem fartøjerne mislykkedes, og til sidst var der så lidt brændstof tilbage, at missionen måtte afbrydes, og Sojuz 3 måtte vende hjem. Beregovojs flyvning fik skylden for den mislykkede mission.

## Besætning
Nummer i parentes indikerer denne persons rumflyvninger indtil og inklusive denne.
- Georgij Beregovoj (1)

### 1. Reservebesætning
- Vladimir Sjatalov

### 2. Reservebesætning
- Boris Volynov